# 도나우뵈르트

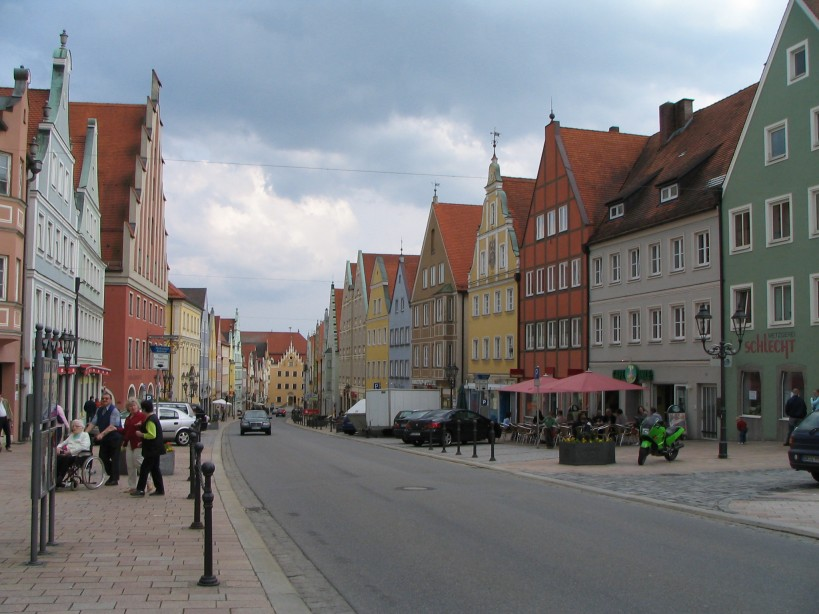
도나우뵈르트

도나우뵈르트(독일어: Donauwörth)는 독일 바이에른주에 위치한 도시로 면적은 77.02km2, 인구는 18,972명(2015년 12월 31일 기준), 인구 밀도는 250명/km2이다. 행정 구역상으로는 슈바벤 현에 속한다.
뮌헨과 뉘른베르크 사이에 위치하며 아우크스부르크에서 북쪽으로 46km 정도 떨어진 곳에 위치한다. 1704년 7월 2일에 일어난 스페인 왕위 계승 전쟁의 전투인 셸렌베르크 전투가 벌어진 곳이다.

시 문장

## 같이 보기
- 다뉴브강